# دینو آندراده
دینو آندراده (انگلیسی: Dino Andrade؛ زادهٔ ۱۶ سپتامبر ۱۹۶۳) بازیگر اهل ایالات متحده آمریکا است. وی از سال ۱۹۹۵ میلادی تاکنون مشغول فعالیت بوده‌است.